# ハウロック県

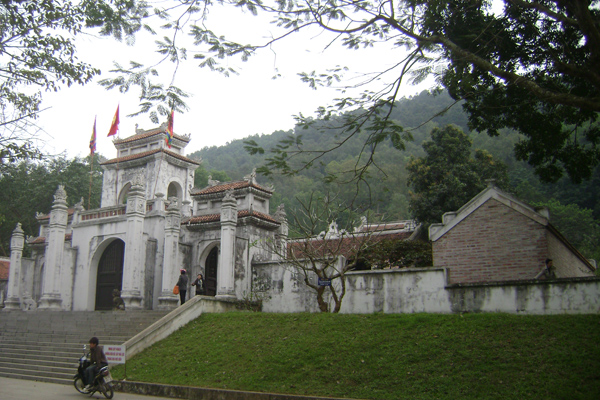
バ・チェウ廟

ハウロック県（ハウロックけん、ベトナム語：Huyện Hậu Lộc / 縣厚祿? ）は、ベトナム社会主義共和国タインホア省の県である。面積は141.5 km²、人口は165,070人（2017年）である。

## 行政区画
1市鎮22社を管轄する。